# Општина Тихуана (Доња Калифорнија)
Тихуана (шп. Tijuana) општина је у Мексику у савезној држави Доња Калифорнија. Општина се налази на надморској висини од 31 м.

## Становништво
Према подацима из 2010. у општини је живело 1559683 становника.

### Хронологија
| Година       | 2000                      | 2005                      | 2010                      |
| ------------ | ------------------------- | ------------------------- | ------------------------- |
| Становништво | 1210820 (610751 / 600069) | 1410687 (709087 / 701600) | 1559683 (783653 / 776030) |

### Попис
| \| \| м \| \| \| ж \| \| 0—2 \| 44.147 \| \| \| 42.797 \| \| 3—5 \| 47.036 \| \| \| 45.401 \| \| 6—11 \| 94.046 \| \| \| 91.383 \| \| 12—14 \| 45.867 \| \| \| 44.504 \| \| 15—17 \| 44.744 \| \| \| 43.700 \| \| 18—24 \| 100.872 \| \| \| 100.857 \| \| 60+ \| 43.058 \| \| \| 49.830 \| \| Просек : \| 28,5 \| \| \| 28,9 \| |         |  |  |         |
| |         |  |  |         |
| | м       |  |  | ж       |
| 0—2 | 44.147  |  |  | 42.797  |
| 3—5 | 47.036  |  |  | 45.401  |
| 6—11 | 94.046  |  |  | 91.383  |
| 12—14 | 45.867  |  |  | 44.504  |
| 15—17 | 44.744  |  |  | 43.700  |
| 18—24 | 100.872 |  |  | 100.857 |
| 60+ | 43.058  |  |  | 49.830  |
| Просек : | 28,5    |  |  | 28,9    |

| #   | Индикатор                                                                                        | Вредност |
| --- | ------------------------------------------------------------------------------------------------ | -------- |
| 1   | Становништво од 0 до 2 године                                                                    | 86944    |
| 2   | Мушко становништво од 0 до 2 године                                                              | 44147    |
| 3   | Женско становништво од 0 до 2 године                                                             | 42797    |
| 4   | Становништво са 3 и више година                                                                  | 1461433  |
| 5   | Мушко становништво са 3 и више година                                                            | 733795   |
| 6   | Женско становништво са 3 и више година                                                           | 727638   |
| 7   | Становништво са 5 и више година                                                                  | 1399102  |
| 8   | Мушко становништво са 5 и више година                                                            | 702087   |
| 9   | Женско становништво са 5 и више година                                                           | 697015   |
| 10  | Становништво са 12 и више година                                                                 | 1183567  |
| 11  | Мушко становништво са 12 и више година                                                           | 592713   |
| 12  | Женско становништво са 12 и више година                                                          | 590854   |
| 13  | Становништво са 15 и више година                                                                 | 1093196  |
| 14  | Мушко становништво са 15 и више година                                                           | 546846   |
| 15  | Женско становништво са 15 и више година                                                          | 546350   |
| 16  | Становништво са 18 и више година                                                                 | 1004752  |
| 17  | Мушко становништво са 18 и више година                                                           | 502102   |
| 18  | Женско становништво са 18 и више година                                                          | 502650   |
| 19  | Становништво од 3 до 5 година                                                                    | 92437    |
| 20  | Мушко становништво од 3 до 5 година                                                              | 47036    |
| 21  | Женско становништво од 3 до 5 година                                                             | 45401    |
| 22  | Становништво од 6 до 11 година                                                                   | 185429   |
| 23  | Мушко становништво од 6 до 11 година                                                             | 94046    |
| 24  | Женско становништво од 6 до 11 година                                                            | 91383    |
| 25  | Становништво од 8 до 14 година                                                                   | 215798   |
| 26  | Мушко становништво од 8 до 14 година                                                             | 109434   |
| 27  | Женско становништво од 8 до 14 година                                                            | 106364   |
| 28  | Становништво од 12 до 14 година                                                                  | 90371    |
| 29  | Мушко становништво од 12 до 14 година                                                            | 45867    |
| 30  | Женско становништво од 12 до 14 година                                                           | 44504    |
| 31  | Становништво од 15 до 17 година                                                                  | 88444    |
| 32  | Мушко становништво од 15 до 17 година                                                            | 44744    |
| 33  | Женско становништво од 15 до 17 година                                                           | 43700    |
| 34  | Становништво од 18 до 24 године                                                                  | 201729   |
| 35  | Мушко становништво од 18 до 24 године                                                            | 100872   |
| 36  | Женско становништво од 18 до 24 године                                                           | 100857   |
| 37  | Женско становништво од 15 до 49 година                                                           | 441877   |
| 38  | Становништво са 60 и више година                                                                 | 92888    |
| 39  | Мушко становништво са 60 и више година                                                           | 43058    |
| 40  | Женско становништво са 60 и више година                                                          | 49830    |
| 41  | Однос између мушкараца и жена                                                                    | 100.98   |
| 42  | Становништво од нуле до 14 година                                                                | 455181   |
| 43  | Становништво од 15 до 64 године                                                                  | 1033909  |
| 44  | Становништво од 65 година и више                                                                 | 59287    |
| 45  | Просечан број деце                                                                               | 2.05     |
| 46  | Становништво рођено у ентитету                                                                   | 726042   |
| 47  | Мушко становништво рођено у ентитету                                                             | 369658   |
| 48  | Женско становништво рођено у ентитету                                                            | 356384   |
| 49  | Становништво рођено у другом ентитету                                                            | 744150   |
| 50  | Мушко становништво рођено у другом ентитету                                                      | 366570   |
| 51  | Женско становништво рођено у другом ентитету                                                     | 377580   |
| 52  | Становништво од 5 година и више резидентно у ентитету у јуну 2005. године                        | 1273179  |
| 53  | Мушко становништво старосног доба од 5 година и више, резидентно у ентитету у јуну 2005. године  | 635440   |
| 54  | Женско становништво старосног доба од 5 и више година, резидентно у ентитету у јуну 2005. године | 637739   |
| 55  | Становништво од 5 година и више које је живело у другом ентитету у јуну 2005. године             | 85205    |
| 56  | Мушко становништво старије од 5 година које је живело у другом ентитету у јуну 2005. године      | 41699    |
| 57  | Женско становништво старије од 5 година које је живело у другом ентитету у јуну 2005. године     | 43506    |
| 58  | Становништво од 3 године и више које говори аутохтони језик                                      | 12124    |
| 59  | Мушко становништво старо 3 године и више које говори аутохтони језик                             | 6498     |
| 60  | Женско становништво старо 3 године и више које говори аутохтони језик                            | 5626     |
| 61  | Становништво од 3 године и више које говори аутохтони језик и не говори шпански језик            | 167      |
| 62  | Мушко становништво старо 3 године и више које говори аутохтони језик и не говори шпански         | 57       |
| 63  | Женско становништво старо 3 године и више које говори аутохтони језик и не говори шпански језик  | 110      |
| 64  | Становништво старо 3 године и више које говори аутохтони језик и шпански                         | 8962     |
| 65  | Мушко становништво старо 3 године и више које говори аутохтони језик и шпански                   | 4793     |
| 66  | Женско становништво старо 3 године и више које говори аутохтони језик и шпански                  | 4169     |
| 67  | Становништво од 5 година и више које говори аутохтони језик                                      | 11985    |
| 68  | Становништво од 5 година и више које говори аутохтони језик и не говори шпански језик            | 156      |
| 69  | Становништво од 5 година и више које говори аутохтони језик и говори шпански језик               | 8910     |
| 70  | Становништво у домородачким домаћинствима                                                        | 26444    |
| 71  | Становништво са ограничењима у активностима                                                      | 50681    |
| 72  | Становништво са ограниченим ходањем или кретањем, горе или доле                                  | 26725    |
| 73  | Становници са ограничењима вида, чак и уз кориштење сочива                                       | 14907    |
| 74  | Становништво са ограничењима говора, комуникације или конверзације                               | 4422     |
| 75  | Становништво са ограниченим слухом                                                               | 3734     |
| 76  | Становништво са ограничењима при одевању, купању или јелу                                        | 2649     |
| 77  | Становништво са ограничењима у опажању или учењу једноставних ствари                             | 2710     |
| 78  | Становништво са менталним ограничењима                                                           | 5281     |
| 79  | Становништво без ограничења активности                                                           | 1477688  |
| 80  | Становништво од 3 до 5 година које не похађа школу                                               | 52356    |
| 81  | Мушко становништво од 3 до 5 година које не похађа школу                                         | 26657    |
| 82  | Женско становништво од 3 до 5 година које не похађа школу                                        | 25699    |
| 83  | Становништво од 6 до 11 година које не похађа школу                                              | 6277     |
| 84  | Мушко становништво од 6 до 11 година које не похађа школу                                        | 3380     |
| 85  | Женско становништво од 6 до 11 година које не похађа школу                                       | 2897     |
| 86  | Становништво од 12 до 14 година које не похађа школу                                             | 5639     |
| 87  | Мушко становништво од 12 до 14 година које не похађа школу                                       | 3086     |
| 88  | Женско становништво од 12 до 14 година које не похађа школу                                      | 2553     |
| 89  | Становништво од 15 до 17 година похађа школу                                                     | 63565    |
| 90  | Мушко становништво од 15 до 17 година похађа школу                                               | 31864    |
| 91  | Женско становништво између 15 и 17 година живота у школи                                         | 31701    |
| 92  | Становништво од 18 до 24 године похађа школу                                                     | 53468    |
| 93  | Мушко становништво од 18 до 24 године похађа школу                                               | 26565    |
| 94  | Женско становништво од 18 до 24 године похађа школу                                              | 26903    |
| 95  | Становништво од 8 до 14 година које не може да чита и пише                                       | 4433     |
| 96  | Мушко становништво старосног доба од 8 до 14 година које не може да чита и пише                  | 2613     |
| 97  | Женско становништво старосног доби од 8 до 14 година које не може да чита и пише                 | 1820     |
| 98  | Становништво од 15 година и више које је неписмено                                               | 22816    |
| 99  | Мушко становништво од 15 година и више које је неписмено                                         | 9686     |
| 100 | Женско становништво од 15 година и више које је неписмено                                        | 13130    |
| 101 | Становништво старо 15 и више година без школовања                                                | 36914    |
| 102 | Мушко становништво старо 15 и више година без школовања                                          | 17038    |
| 103 | Женско становништво старо 15 и више година без школовања                                         | 19876    |
| 104 | Становништво старосног доба 15 и више година са непотпуним основним образовањем                  | 93142    |
| 105 | Мушко становништво старосног доба од 15 година и више са непотпуном основним образовањем         | 46131    |
| 106 | Женско становништво старосног доба 15 и више година са непотпуном основним образовањем           | 47011    |
| 107 | Становништво старо 15 и више година са комплетним основним образовањем                           | 176716   |
| 108 | Мушко становништво старо 15 година и више са комплетним основним образовањем                     | 84173    |
| 109 | Женско становништво старо 15 и више година са комплетним основним образовањем                    | 92543    |
| 110 | Становништво старосног доба 15 и више година са непотпуним средњим образовањем                   | 80091    |
| 111 | Мушко становништво старосног доба од 15 година и више са непотпуним средњим образовањем          | 43920    |
| 112 | Женско становништво старосног доба од 15 година и више са непотпуним средњим образовањем         | 36171    |
| 113 | Становништво старо 15 и више година са пуним секундарном образовањем                             | 266234   |
| 114 | Мушко становништво старосног доба од 15 година и више са пуним секундарном образовањем           | 131289   |
| 115 | Женско становништво старосног доба од 15 година и више са пуним секундарном образовањем          | 134945   |
| 116 | Становништво старије од 18 година са постосновним образовањем                                    | 394050   |
| 117 | Мушко становништво старије од 18 година са постосновним образовањем                              | 202941   |
| 118 | Женско становништво старије од 18 година са постосновним образовањем                             | 191109   |
| 119 | Просечна оцена школовања                                                                         | 9.24     |
| 120 | Просечан ниво образовања мушке популације                                                        | 9.34     |
| 121 | Просечан ниво образовања женског становништва                                                    | 9.14     |
| 122 | Економски активно становништво                                                                   | 696907   |
| 123 | Економски активна мушка популација                                                               | 441347   |
| 124 | Економски активна женска популација                                                              | 255560   |
| 125 | Становништво које није економски активно                                                         | 472140   |
| 126 | Мушко становништво које није економски активно                                                   | 140067   |
| 127 | Женско становништво које није економски активно                                                  | 332073   |
| 128 | Запослено становништво                                                                           | 659963   |
| 129 | Запослено мушко становништво                                                                     | 412377   |
| 130 | Запослено женско становништво                                                                    | 247586   |
| 131 | Незапослена популација                                                                           | 36944    |
| 132 | Незапослена мушка популација                                                                     | 28970    |
| 133 | Незапослена женска популација                                                                    | 7974     |
| 134 | Становништво без права на здравствене услуге                                                     | 531571   |
| 135 | Становништво које има право на здравствене услуге                                                | 1002991  |
| 136 | Становништво које има право на ИМСС                                                              | 701399   |
| 137 | Становништво које има право на социјално осигурање                                               | 50259    |
| 138 | Становништво које има право на државно социјално осигурање                                       | 24529    |
| 139 | Становништво које има право на опште осигурање или здравствено осигурање за нову генерацију      | 163291   |
| 140 | Становништво које је било једном или није било у браку током 12 година и више                    | 414112   |
| 141 | Венчано или уједињено становништво од 12 година и више                                           | 640610   |
| 142 | Становништво које је било у браку или уједињено 12 година и више                                 | 124149   |
| 143 | Становништво са католичком религијом                                                             | 1152224  |
| 144 | Протестанти, еванђелисти и библијски следбеници различити од еванђелиста                         | 229821   |
| 145 | Становништво са другим религијама различитим од претходних                                       | 2643     |
| 146 | Становништво без религије                                                                        | 143454   |
| 147 | Укупно пописаних домаћинства                                                                     | 420277   |
| 148 | Пописна домаћинства на челу са мушкарцима                                                        | 308640   |
| 149 | Пописна домаћинства на челу са женама                                                            | 111637   |
| 150 | Становништво у пописним домаћинствима                                                            | 1534829  |
| 151 | Становништво у пописним домаћинствима на челу са мушкарцима                                      | 1158988  |
| 152 | Становништво у пописним домаћинствима на челу са женама                                          | 375841   |
| 153 | Укупно домаћинстава                                                                              | 553361   |
| 154 | Укупно насељених домаћинстава                                                                    | 423987   |
| 155 | Укупно приватних кућа                                                                            | 549651   |
| 156 | Насељени приватни домови                                                                         | 420277   |
| 157 | Укупно насељених приватних кућа                                                                  | 423741   |
| 158 | Ненасељене приватне куће                                                                         | 111482   |
| 159 | Појединачна домаћинства за привремену употребу                                                   | 17892    |
| 160 | Становници у насељеним приватним кућама                                                          | 1534829  |
| 161 | Насељеност станара у приватним становима                                                         | 3.65     |
| 162 | Просечно становника по соби у приватним насељеним домаћинствима                                  | 0.97     |
| 163 | Појединачна домаћинства са подовима од различитих материјала од земље                            | 400108   |
| 164 | Појединачна домаћинства у приземљу                                                               | 16147    |
| 165 | Појединачна домаћинства са једном спаваћом собом                                                 | 132283   |
| 166 | Појединачна домаћинства са две спаваће собе и више                                               | 285264   |
| 167 | Појединачна домаћинства са једним собом                                                          | 24072    |
| 168 | Појединачна домаћинства са две собе                                                              | 69094    |
| 169 | Појединачна домаћинства са 3 собе и више                                                         | 323922   |
| 170 | Појединачна домаћинства која имају електрично светло                                             | 415063   |
| 171 | Појединачна домаћинства која немају електрично светло                                            | 2977     |
| 172 | Појединачна домаћинства која имају водоводну воду у стамбеном простору                           | 402000   |
| 173 | Појединачна домаћинства која немају водоводну воду у стамбеном простору                          | 14801    |
| 174 | Појединачна домаћинства која имају тоалет                                                        | 413637   |
| 175 | Појединачна домаћинства која имају канализацију                                                  | 407266   |
| 176 | Појединачна домаћинства која немају канализацију                                                 | 9477     |
| 177 | Појединачна домаћинства која имају електрично светло, довод воде из јавне мреже и канализацију   | 393830   |
| 178 | Појединачна домаћинства без икаквих услова                                                       | 1317     |
| 179 | Појединачна домаћинства која имају радио                                                         | 365113   |
| 180 | Појединачна домаћинства која имају телевизор                                                     | 409729   |
| 181 | Појединачна домаћинства која имају фрижидер                                                      | 388093   |
| 182 | Појединачна домаћинства која имају машину за веш                                                 | 323238   |
| 183 | Појединачна домаћинства која имају аутомобил или комби                                           | 266461   |
| 184 | Појединачна домаћинства која имају рачунар                                                       | 187376   |
| 185 | Појединачна домаћинства која имају фиксну телефонску линију                                      | 204571   |
| 186 | Појединачна домаћинства која имају мобилни телефон                                               | 355699   |
| 187 | Појединачна домаћинства која имају приступ интернету                                             | 152786   |